# Ганнон Великий
Ганно́н II Вели́кий — государственный деятель Карфагена, который стоял во главе проримской партии во время Второй Пунической войны с Римом (218—201 годы до н. э.). Помимо него, имя Ганнона Великого в источниках носят также карфагенские политики IV и II вв. до н. э. (см. список карфагенян).
В 241 году до н. э. возглавил пунийскую флотилию на помощь своим в Сицилии, однако в ключевом морском сражении при Эгатских островах потерпел полное поражение. Это сражение стало для пунийцев невосполнимой утратой и они были вынуждены искать мира с Римом.
После заключения мира возникла серьёзная проблема с выплатой жалованья наёмникам, воевавшим в Сицилии. Ганнон заявил наёмникам об отсутствии возможности выплатить жалованье в ближайшее время и намеревался вовсе сократить его размер. Это заявление спровоцировало наёмников на восстание, которое поставило Карфаген на грань катастрофы.
В 240 году до н. э. Ганнон был направлен на подавление вышеупомянутого восстания. В силу отсутствия полководческого таланта и численного превосходства противника он на протяжении двух лет не мог подавить восстание, и только частичная передача командования войсками Гамилькару Барке решило дело в пользу Карфагена и восставшие были разгромлены.
Представляя интересы сословия торговцев и не скрывая личную обиду на семью Баркидов, Ганнон не одобрял завоевательных планов Гамилькара и его сына Ганнибала, а во время войны всячески препятствовал военным предприятиям Ганнибала и его братьев в Испании и Италии. Когда Ганнибал потерпел поражение в битве при Заме, Ганнон возглавил переговоры о мире с римлянами.
Вероятно, после войны он был изгнан из карфагенского сената и вскоре умер.